# Полярная орбита
Полярная орбита — орбита космического аппарата (спутника), имеющая наклонение к плоскости экватора в 90°. Трасса орбиты полярного спутника проходит над всеми широтами Земли, в отличие от спутников с наклонением орбиты меньше 90°.
Полярные орбиты могут быть синхронными и квазисинхронными.

## Виды полярных орбит

### Полярная синхронная орбита
Определение периода T для полярных синхронных орбит осуществляется при δ=0 по формуле: T=2πk / Nk·ωЗ, где:
T — период орбиты

π — число Пи

k — кратность орбиты

Nk — порядок орбиты космического аппарата

ωЗ — угловая скорость вращения Земли

δ — угловое смещение трассы
Для орбит, период которых целое число раз укладывается в сутках, формула расчёта будет такая: T=2π / nс·ωЗ, где nс — это целое число оборотов спутника за сутки.
Период T и высота круговых полярных синхронных орбит суточной кратности для некоторых nс приведены в таблице. При этом h=r-R, где:
h — это высота орбиты в перигее

r — радиус круговой орбиты космического аппарата

R — средний радиус Земли
| № п/п | nс | T, мин | h, км   |
| ----- | -- | ------ | ------- |
| 1     | 16 | 89,75  | 272,45  |
| 2     | 15 | 95,73  | 564,40  |
| 3     | 14 | 102,57 | 890,70  |
| 4     | 13 | 110,46 | 1258,33 |
| 5     | 12 | 119,67 | 1676,34 |

### Полярная квазисинхронная орбита
Период полярных квазисинхронных орбит при |δ|=d определяется по формуле: T=2πk-δ / Nk·ωЗ.
А для орбит суточной кратности по формуле: T=2πk-δ / nс·ωЗ

## Использование
Полярные орбиты в основном применяются для запуска на них спутников военного (разведывательные) и гражданского (научного, сельскохозяйственного) назначений, потому что космические аппараты на таких орбитах выполняют работы по дистанционному зондированию Земли и предназначены для получения информации о планете и припланетном атмосферном слое. Такие спутники при дистанционном зондировании из космоса используются для изучения и контроля природных ресурсов Земли, исследования динамики природных процессов и явлений, сбора информации о состоянии территорий на поверхности планеты и прочих задач.
Характер и продолжительность обзора исследуемых районов поверхности Земли для обеспечения их зондирования, а также трасса орбиты определяется параметрами орбит космических аппаратов. Такие параметры орбит, как период обращения космического аппарата, эксцентриситет, наклонение орбиты и другие, в большой степени определяют качество получаемой спутниками информации, оперативность её получения и передачу со спутника на наземные станции. Чем ниже высота полёта космического аппарата, тем выше качество получаемой им информации и меньше задержка во времени при передаче собранного материала на Землю. Высота полёта космических аппаратов с течением времени может изменяться по причине сопротивления атмосферы. Поэтому во время полёта спутников необходимо управление ими для поддержания основных параметров орбиты.